# Вивізне мито
Вивізне́ ми́то — мито, що нараховується на товари та інші предмети при їх вивезенні за межі митної території України.
Вивізне мито нараховується за ставками, передбаченими Єдиним митним тарифом України. Відповідно зазначені ставки вивізного (експортного) мита єдині для всіх осіб, які переміщують товари через митний кордон України, незалежно від видів зовнішньоторговельних угод, за винятком випадків, передбачених законодавством України про оподаткування, та міжнародними договорами України.